# 沖縄県第2区
沖縄県第2区（おきなわけんだい2く）は、日本の衆議院議員総選挙における選挙区。1994年（平成6年）の公職選挙法改正で設置。2002年（平成14年）に一部区割りの見直しが行われた。

## 区域

### 現在の区域
2013年（平成25年）公職選挙法改正以降の区域は以下のとおりである。
- 宜野湾市
- 浦添市
- 中頭郡

沖縄の中でも特に米軍関連施設が多い。また那覇都市圏の拡大に伴って市街地も年々この2区内に広がってきており、人口は現在も増加している。
2002年（平成14年）公職選挙法改正から2013年の小選挙区改定までの区域は以下のとおりである。3区から読谷村・嘉手納町・北谷町・北中城村・中城村が移動した。
- 宜野湾市
- 浦添市
- 中頭郡
  - 読谷村
  - 嘉手納町
  - 北谷町
  - 北中城村
  - 中城村
  - 西原町

2000年の国勢調査をもとにした2002年の議員定数是正とそれに伴う区割り見直し（いわゆる4増4減）で沖縄県は人口増加で選挙区が1つ増え4選挙区となった。そのため選挙区域も見直され、浦添市・宜野湾市・西原町以外の自治体が入れ替えられた。これまで区域だった沖縄本島南部は本島部が新設される4区に、周辺離島（久米島・慶良間諸島・粟国諸島・大東諸島）は那覇市と同じ1区へ移動した。かわって3区から読谷村・嘉手納町・北谷町・北中城村・中城村が移動した。これにより本島南部中心から中部中心の選挙区となった。

### 2002年以前の区域
1994年（平成6年）公職選挙法改正から2002年の小選挙区改定までの区域は以下のとおりである。
- 宜野湾市
- 浦添市
- 糸満市
- 中頭郡
  - 西原町
- 島尻郡
  - 豊見城村
  - 東風平町
  - 具志頭村
  - 玉城村
  - 知念村
  - 佐敷町
  - 与那原町
  - 大里村
  - 南風原町
  - 仲里村
  - 具志川村
  - 渡嘉敷村
  - 座間味村
  - 粟国村
  - 渡名喜村
  - 南大東村
  - 北大東村

1994年に衆議院の選挙制度が小選挙区比例代表並立制になった際に区割りが制定。従来の中選挙区制では沖縄県は参議院同様県全域を一選挙区とする「沖縄全県区」だったため、国政選挙で初めて複数の選挙区となり3つに分かれた（沖縄県における戦後の国政選挙参加は本土復帰前の1970年の国政参加選挙から）。当時の区域は浦添市・宜野湾市・西原町と沖縄本島南部（周辺離島を含む、那覇市は除く）で、導入初の選挙だった1996年10月の第41回衆議院議員総選挙と次の2000年6月の第42回衆議院議員総選挙はこの区域で行われた。

## 歴史
第42回衆議院議員総選挙および第43回衆議院議員総選挙を例外に、第46回衆議院議員総選挙まで300ある選挙区のうち共産党が唯一公認候補を一貫して擁立しない共産空白区として知られていた（42回と43回は全選挙区で擁立、第47回では沖縄県第1区以外の県内の3つの小選挙区で候補者を取り下げたほか、第48回以降は民共共闘のため全国の多くの小選挙区で候補者を取り下げている）。社会党時代から対立の続く共産党が社民党の候補者を支援し、全国唯一の社共共闘を行っている。民主党とその後継政党も独自の候補者を立てず事実上社民党の候補者を支援し、革新派が共闘する体制を取っている。これは普天間飛行場を抱える宜野湾市を中心に、沖縄県でも特に米軍施設が占める割合が高い選挙区であることが最大の要因である。第43回衆議院議員総選挙より社民党の照屋寛徳が一貫して当選を重ねており、社民党として唯一の小選挙区での議席を守っていた。比例九州選出（大分2区）の吉川元が立憲民主党に移籍してからは、社民唯一の衆議院議員ともなっていた。2021年の第49回衆議院議員総選挙では照屋が引退、選挙区内の北中城村長から転身する形で新垣邦男を後継指名、自民党の宮崎政久らとの戦いを制した。第50回でも新垣が再選、衆議院における社会民主党唯一の議席を守った。

## 小選挙区選出議員
| 選挙名                 | 年     | 当選者   | 党派       |
| ---------------------- | ------ | -------- | ---------- |
| 第41回衆議院議員総選挙 | 1996年 | 仲村正治 | 新進党     |
| 第42回衆議院議員総選挙 | 2000年 | 仲村正治 | 自由民主党 |
| 第43回衆議院議員総選挙 | 2003年 | 照屋寛徳 | 社会民主党 |
| 第44回衆議院議員総選挙 | 2005年 | 照屋寛徳 | 社会民主党 |
| 第45回衆議院議員総選挙 | 2009年 | 照屋寛徳 | 社会民主党 |
| 第46回衆議院議員総選挙 | 2012年 | 照屋寛徳 | 社会民主党 |
| 第47回衆議院議員総選挙 | 2014年 | 照屋寛徳 | 社会民主党 |
| 第48回衆議院議員総選挙 | 2017年 | 照屋寛徳 | 社会民主党 |
| 第49回衆議院議員総選挙 | 2021年 | 新垣邦男 | 社会民主党 |
| 第50回衆議院議員総選挙 | 2024年 | 新垣邦男 | 社会民主党 |

## 選挙結果
時の内閣：第1次石破内閣 解散日：2024年10月9日 公示日：2024年10月15日
当日有権者数：29万5606人 最終投票率：50.43%（前回比：4.39%） （全国投票率：53.85%（2.08%））
| 当落 | 候補者名 | 年齢 | 所属党派     | 新旧 | 得票数   | 得票率 | 惜敗率 | 推薦・支持 | 重複 |
| ---- | -------- | ---- | ------------ | ---- | -------- | ------ | ------ | ---------- | ---- |
| 当   | 新垣邦男 | 68   | 社会民主党   | 前   | 61,216票 | 42.03% | ――     |            | ○    |
| 比当 | 宮崎政久 | 59   | 自由民主党   | 前   | 47,272票 | 32.46% | 77.22% | 公明党推薦 | ○    |
|      | 赤嶺昇   | 57   | 日本維新の会 | 新   | 22,959票 | 15.76% | 37.50% |            | ○    |
|      | 今野麻美 | 47   | 参政党       | 新   | 11,813票 | 8.11%  | 19.30% |            |      |
|      | 比嘉隆   | 47   | 無所属       | 新   | 2,374票  | 1.63%  | 3.88%  |            | ×    |

時の内閣：第1次岸田内閣 解散日：2021年10月14日 公示日：2021年10月19日
当日有権者数：29万4848人 最終投票率：54.82%（前回比：1.24%） （全国投票率：55.93%（2.25%））
| 当落 | 候補者名 | 年齢 | 所属党派                             | 新旧 | 得票数   | 得票率 | 惜敗率 | 推薦・支持 | 重複 |
| ---- | -------- | ---- | ------------------------------------ | ---- | -------- | ------ | ------ | ---------- | ---- |
| 当   | 新垣邦男 | 65   | 社会民主党                           | 新   | 74,665票 | 47.39% | ――     |            | ○    |
| 比当 | 宮崎政久 | 56   | 自由民主党                           | 前   | 64,542票 | 40.96% | 86.44% | 公明党推薦 | ○    |
|      | 山川泰博 | 51   | 日本維新の会                         | 新   | 15,296票 | 9.71%  | 20.49% |            | ○    |
|      | 中村幸也 | 41   | NHKと裁判してる党 弁護士法72条違反で | 新   | 3,053票  | 1.94%  | 4.09%  |            |      |

時の内閣：第3次安倍第3次改造内閣 解散日：2017年9月28日 公示日：2017年10月10日
当日有権者数：28万7525人 最終投票率：56.06%（前回比：4.48%） （全国投票率：53.68%（1.02%））
| 当落 | 候補者名 | 年齢 | 所属党派   | 新旧 | 得票数   | 得票率 | 惜敗率 | 推薦・支持                             | 重複 |
| ---- | -------- | ---- | ---------- | ---- | -------- | ------ | ------ | -------------------------------------- | ---- |
| 当   | 照屋寛徳 | 72   | 社会民主党 | 前   | 92,194票 | 58.93% | ――     | 日本共産党、自由党、沖縄社会大衆党支援 | ○    |
|      | 宮崎政久 | 52   | 自由民主党 | 前   | 64,247票 | 41.07% | 69.69% | 公明党推薦                             | ○    |

- 宮崎は園田博之の死去に伴い、2018年11月22日に繰り上げ当選。

時の内閣：第2次安倍改造内閣 解散日：2014年11月21日 公示日：2014年12月2日
当日有権者数：27万4583人 最終投票率：51.58%（前回比：5.48%） （全国投票率：52.66%（6.66%））
| 当落 | 候補者名 | 年齢 | 所属党派   | 新旧 | 得票数   | 得票率 | 惜敗率 | 推薦・支持                               | 重複 |
| ---- | -------- | ---- | ---------- | ---- | -------- | ------ | ------ | ---------------------------------------- | ---- |
| 当   | 照屋寛徳 | 69   | 社会民主党 | 前   | 85,781票 | 62.19% | ――     | 日本共産党、生活の党、沖縄社会大衆党支援 | ○    |
| 比当 | 宮崎政久 | 49   | 自由民主党 | 前   | 52,156票 | 37.81% | 60.80% | 公明党推薦                               | ○    |

時の内閣：野田第3次改造内閣 解散日：2012年11月16日 公示日：2012年12月4日
当日有権者数：27万1001人 最終投票率：57.06%（前回比：8.02%） （全国投票率：59.32%（9.96%））
| 当落 | 候補者名 | 年齢 | 所属党派     | 新旧 | 得票数   | 得票率 | 惜敗率 | 推薦・支持     | 重複 |
| ---- | -------- | ---- | ------------ | ---- | -------- | ------ | ------ | -------------- | ---- |
| 当   | 照屋寛徳 | 67   | 社会民主党   | 前   | 73,498票 | 49.01% | ――     |                | ○    |
| 比当 | 宮崎政久 | 47   | 自由民主党   | 新   | 55,373票 | 36.92% | 75.34% | 公明党推薦     | ○    |
|      | 金城利憲 | 58   | 日本維新の会 | 新   | 19,551票 | 13.04% | 26.60% | みんなの党推薦 | ○    |
|      | 永井獏   | 68   | 無所属       | 新   | 1,556票  | 1.04%  | 2.12%  |                | ×    |

時の内閣：麻生内閣 解散日：2009年7月21日 公示日：2009年8月18日
当日有権者数：26万2402人 最終投票率：65.08%（前回比：2.55%） （全国投票率：69.28%（1.77%））
| 当落 | 候補者名 | 年齢 | 所属党派   | 新旧 | 得票数    | 得票率 | 惜敗率 | 推薦・支持         | 重複 |
| ---- | -------- | ---- | ---------- | ---- | --------- | ------ | ------ | ------------------ | ---- |
| 当   | 照屋寛徳 | 64   | 社会民主党 | 前   | 101,820票 | 61.10% | ――     | 沖縄社会大衆党推薦 | ○    |
|      | 安次富修 | 53   | 自由民主党 | 前   | 60,773票  | 36.47% | 59.69% | 公明党推薦         | ○    |
|      | 富川昇   | 65   | 幸福実現党 | 新   | 4,044票   | 2.43%  | 3.97%  |                    |      |

時の内閣：第2次小泉改造内閣 解散日：2005年8月8日 公示日：2005年8月30日
当日有権者数：25万693人 最終投票率：62.53%（前回比：6.38%） （全国投票率：67.51%（7.65%））
| 当落 | 候補者名 | 年齢 | 所属党派   | 新旧 | 得票数   | 得票率 | 惜敗率 | 推薦・支持         | 重複 |
| ---- | -------- | ---- | ---------- | ---- | -------- | ------ | ------ | ------------------ | ---- |
| 当   | 照屋寛徳 | 60   | 社会民主党 | 前   | 71,861票 | 46.70% | ――     | 沖縄社会大衆党推薦 | ○    |
| 比当 | 安次富修 | 49   | 自由民主党 | 新   | 60,540票 | 39.34% | 84.25% | 公明党推薦         | ○    |
|      | 島尻昇   | 47   | 無所属     | 新   | 14,617票 | 9.50%  | 20.34% |                    | ×    |
|      | 西平守伸 | 55   | 日本共産党 | 新   | 6,875票  | 4.47%  | 9.57%  |                    |      |

時の内閣：第1次小泉第2次改造内閣 解散日：2003年10月10日 公示日：2003年10月28日
当日有権者数：24万4820人 最終投票率：56.15%（前回比：0.50%） （全国投票率：59.86%（2.63%））
| 当落 | 候補者名 | 年齢 | 所属党派   | 新旧 | 得票数   | 得票率 | 惜敗率 | 推薦・支持                 | 重複 |
| ---- | -------- | ---- | ---------- | ---- | -------- | ------ | ------ | -------------------------- | ---- |
| 当   | 照屋寛徳 | 58   | 社会民主党 | 新   | 74,123票 | 55.42% | ――     | 民主党・沖縄社会大衆党推薦 | ○    |
|      | 上原吉二 | 50   | 自由民主党 | 新   | 47,759票 | 35.71% | 64.43% | 公明党・保守新党推薦       | ○    |
|      | 前宮徳男 | 52   | 日本共産党 | 新   | 6,560票  | 4.91%  | 8.85%  |                            |      |
|      | 金城邦男 | 53   | 無所属     | 新   | 5,297票  | 3.96%  | 7.15%  |                            | ×    |

- 仲村は比例九州ブロック単独に回り、今回・44回まで当選。

時の内閣：第1次森内閣 解散日：2000年6月2日 公示日：2000年6月13日
当日有権者数：32万3632人 最終投票率：56.65% （全国投票率：62.49%（2.84%））
| 当落 | 候補者名 | 年齢 | 所属党派   | 新旧 | 得票数   | 得票率 | 惜敗率 | 推薦・支持         | 重複 |
| ---- | -------- | ---- | ---------- | ---- | -------- | ------ | ------ | ------------------ | ---- |
| 当   | 仲村正治 | 68   | 自由民主党 | 前   | 88,544票 | 49.33% | ――     | 公明党・保守党推薦 | ○    |
|      | 島尻昇   | 42   | 民主党     | 新   | 30,970票 | 17.25% | 34.98% | 沖縄社会大衆党推薦 | ○    |
|      | 金城浩   | 52   | 自由連合   | 新   | 30,946票 | 17.24% | 34.95% | 社会民主党支持     | ○    |
|      | 仲西常雄 | 55   | 日本共産党 | 新   | 29,039票 | 16.18% | 32.80% |                    |      |

- 島尻は第41回・第43回は1区から出馬も落選。
- 金城は第44回は4区から出馬も落選。

時の内閣：第1次橋本内閣 解散日：1996年9月27日 公示日：1996年10月8日 （全国投票率：59.65%（8.11%））
| 当落 | 候補者名   | 年齢 | 所属党派       | 新旧 | 得票数   | 得票率 | 惜敗率 | 推薦・支持               | 重複 |
| ---- | ---------- | ---- | -------------- | ---- | -------- | ------ | ------ | ------------------------ | ---- |
| 当   | 仲村正治   | 65   | 新進党         | 前   | 66,421票 | 41.32% | ――     |                          |      |
|      | 仲本安一   | 61   | 沖縄社会大衆党 | 新   | 51,689票 | 32.16% | 77.82% | 日本共産党・新社会党推薦 |      |
|      | 金城浩     | 48   | 自由連合       | 新   | 18,696票 | 11.63% | 28.15% |                          | ○    |
|      | 金城邦男   | 46   | 自由民主党     | 新   | 18,142票 | 11.29% | 27.31% |                          | ○    |
|      | 安里仁一郎 | 38   | 新党さきがけ   | 新   | 5,801票  | 3.61%  | 8.73%  | 民主党推薦               | ○    |

- 仲本は地域政党の公認だったため、全国規模・本土のメディアや公式では「諸派」扱い。共産党が全選挙区中、唯一公認候補を擁立せず仲本の推薦に回った。